# Пектусин
Не следует путать с Пертуссином.
«Пектуси́н» (лат. Pectusinum, от лат. Pectus — грудь) — торговая марка комбинированного лекарственного средства с составом эвкалипта прутовидного листьев масло и ментола, или такого масла плюс левоментола (МНН), или этого масла, ментола и витамина C. Данный препарат также зарегистрирован под названием «Эваменол».
Оказывает местное противомикробное и противовоспалительное действие.
Разработан в Одессе. В 1974 году Одесское объединение имени 50-летия СССР (ныне «Биостимулятор») было награждено медалью ВДНХ СССР за создание препарата.

## Фармакологическое действие
Ментол — местнораздражающее средство, эффект которого в основном обусловлен рефлекторными реакциями, связанными с раздражением чувствительных рецепторов слизистых оболочек. Оказывает лёгкое местноанестезирующее («отвлекающее») действие, обладает слабыми антисептическими свойствами.
Эвкалиптовое масло оказывает стимулирующее действие на рецепторы слизистых оболочек и оказывает противовоспалительное и антисептическое действие.

## Применение
Показания
В составе комплексной терапии: воспалительные заболевания верхних дыхательных путей (тонзиллит, ларингит, фарингит, трахеит), кашель, ринит (острый и хронический).
Противопоказания
Гиперчувствительность, детский возраст до 2—3 лет.
Побочное действие
Аллергические реакции.

## Режим дозирования
Сублингвально: по 1 таблетке 3—4 раза в день. Таблетка держится во рту до полного рассасывания.
Местно: мазь наносят на слизистую оболочку носовых проходов 2—3 раза в день.
Курс лечения: 5—7 дней.